# Кауфман, Юрий Алексеевич
Юрий Алексеевич Кауфман (род. 23 июля 1949, Прокопьевск, Кемеровская область) — российский политический деятель, депутат Государственной Думы ФС РФ пятого созыва (2007—2011).

## Биография
В 2000 году окончил Томский государственный архитектурно-строительный университет. В 2003 году окончил Московский государственный открытый университет.
Кандидат экономических наук (тема диссертации — «Социальное партнерство как направление экономического регулирования развития угледобывающих организаций»). Председатель Федерации профсоюзных организаций Кузбасса.